# Alameda de Santiago de Compostela
La Alameda de Santiago de Compostela, o el parque de la Alameda de Santiago de Compostela constituye el parque urbano más destacado de la ciudad de Santiago de Compostela.

## Situación y composición
Situado a medio camino entre dos de los elementos más emblemáticos de la ciudad, el Campus Sur de la Universidad de Santiago de Compostela y el casco antiguo, su composición actual es el resultado de varias ampliaciones y restauraciones que hoy en día conforman un magnífico patrimonio arquitectónico y botánico que, aunque recibe de los compostelanos el nombre genérico de Alameda, está constituido por tres zonas bien diferenciadas:
- El Paseo da Alameda, propiamente dicho,
- La Carballeira de Santa Susana (Robleda de Santa Susana) y
- El Paseo da Ferradura (Paseo de la Herradura), o Paseo dos Leóns (Paseo de los Leones), que Otero Pedrayo calificó como "el parque y paseo más noble de España".[2]

La unidad así formada es, desde el siglo XIX, el más importante punto de referencia de los paseos y de ocio de los santiagueses, un espacio muy acogedor, una especie de salón natural, muy visitado también por los turistas. Su situación privilegiada, bordeando una parte de la ciudad histórica —y con una magnífica perspectiva sobre su fachada oeste, la más monumental— lo convirtieron en el principal jardín urbano de la ciudad, destacando además por la variedad y porte de sus especies arbóreas ornamentales, como el conjunto de los robles, los espléndidos eucaliptos o la pérgola con vistas hacia el monte Pedroso, la Residencia (actual Campus Sur de la Universidad) y los alrededores del sur de la ciudad de Santiago, que componen los castaños de Indias en el Paseo da Ferradura.
El paso del tiempo fue dejando huellas en su ordenación espacial, como se puede apreciar en el paseo central, con tres pasillos diferenciados para las distintas clases sociales del siglo XIX en el cas arco triunfal que da acceso al Paseo dos Leóns, o en la disposición de parterres, fuentes y estanques. Y también en sus edificaciones decimonónicas, modernistas y actuales (iglesia del Pilar, pabellón de Recreo Artístico y Industrial, único edificio que queda de la Exposición Regional Gallega de 1909, palomar, quiosco de la música, banco acústico, etc., en la abundancia y formas de sus estatuas y esculturas, y en su mobiliario, especialmente los bancos graníticos con artístico respaldo de fundición de la famosa fábrica de Sargadelos, que contaba con el primer alto horno de España, creada por Antonio Raimundo Ibáñez, marqués de Sargadelos.

## Historia
En el siglo XII, el arzobispo Gelmírez mandó construir una iglesia para albergar las reliquias de Santa Susana, templo que fue remodelado en los siglos XVII y XVIII, y que está hoy rodeado por más de trescientos robles centenarios que forman un magnífico robledal, la carballeira de Santa Susana.
En 1546, el noble compostelano Rodrigo de Moscoso Osorio y Álvarez de Toledo, IV Conde de Altamira, donó unas tierras agrícolas para uso y disfrute de los santiagueses.
En 1835, el ayuntamiento de Santiago inició la creación del Campo da Estrela (Campo de la Estrella), y del Paseo da Ferradura, que rodea la carballeira de Santa Susana.
En 1885 dos grandes figuras escultóricas con forma de león fueron trasladadas desde la Porta Faxeira, siendo colocadas en la entrada del Paseo da Ferradura, recorrido semicircular que bordea la Alameda. Desde entonces, este tramo recibe el nombre de Paseo de los Leones.

## Datos de interés
El parque tiene una extensión de 56 087 m². Su topografía es en pendiente suave. Es un jardín de especial interés botánico y 
monumental. En él se encuentran varios miradores sobre la «ciudad vieja», y el que permite contemplar el monte Pedroso, la  Residencia (actual Campus Sur o Campus Vida) y los alrededores del sur de la ciudad de Santiago. Dispone de amplias zonas de sombra, de césped y de descanso con bancos. Están señalizados itinerarios peatonales y hay posibilidad de recorrerlo en bicicleta. Es accesible para personas con discapacidad física. Dispone de fuentes de agua potable, estanques, parque de juegos infantiles y servicios sanitarios públicos. Tiene iluminación nocturna, un punto de información y zonas de aparcamiento próximas(de pago).

## Galería de imágenes

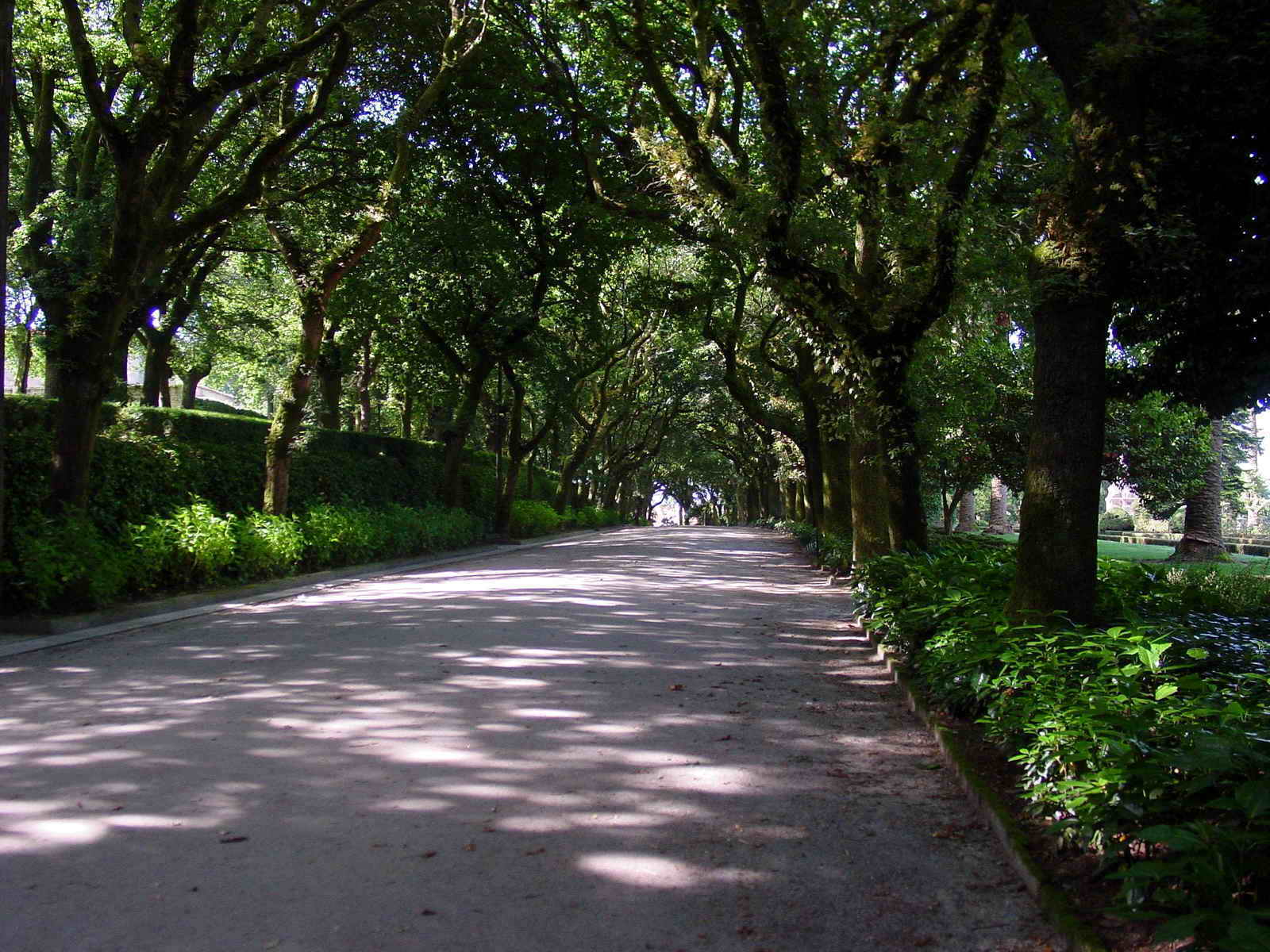
Paseo da Ferradura.
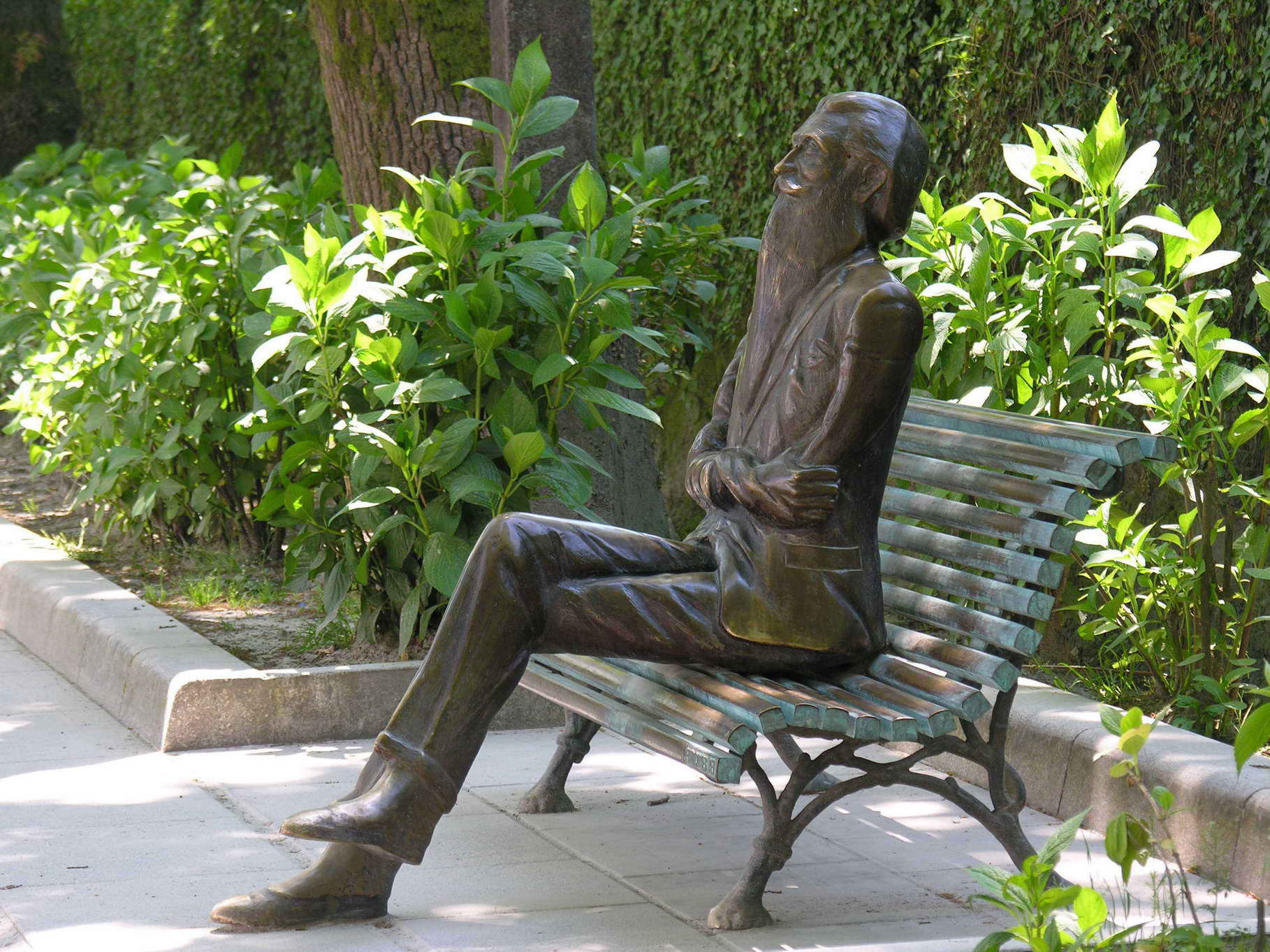
Escultura de Valle Inclán, sentado en un banco del Paseo da Ferradura.
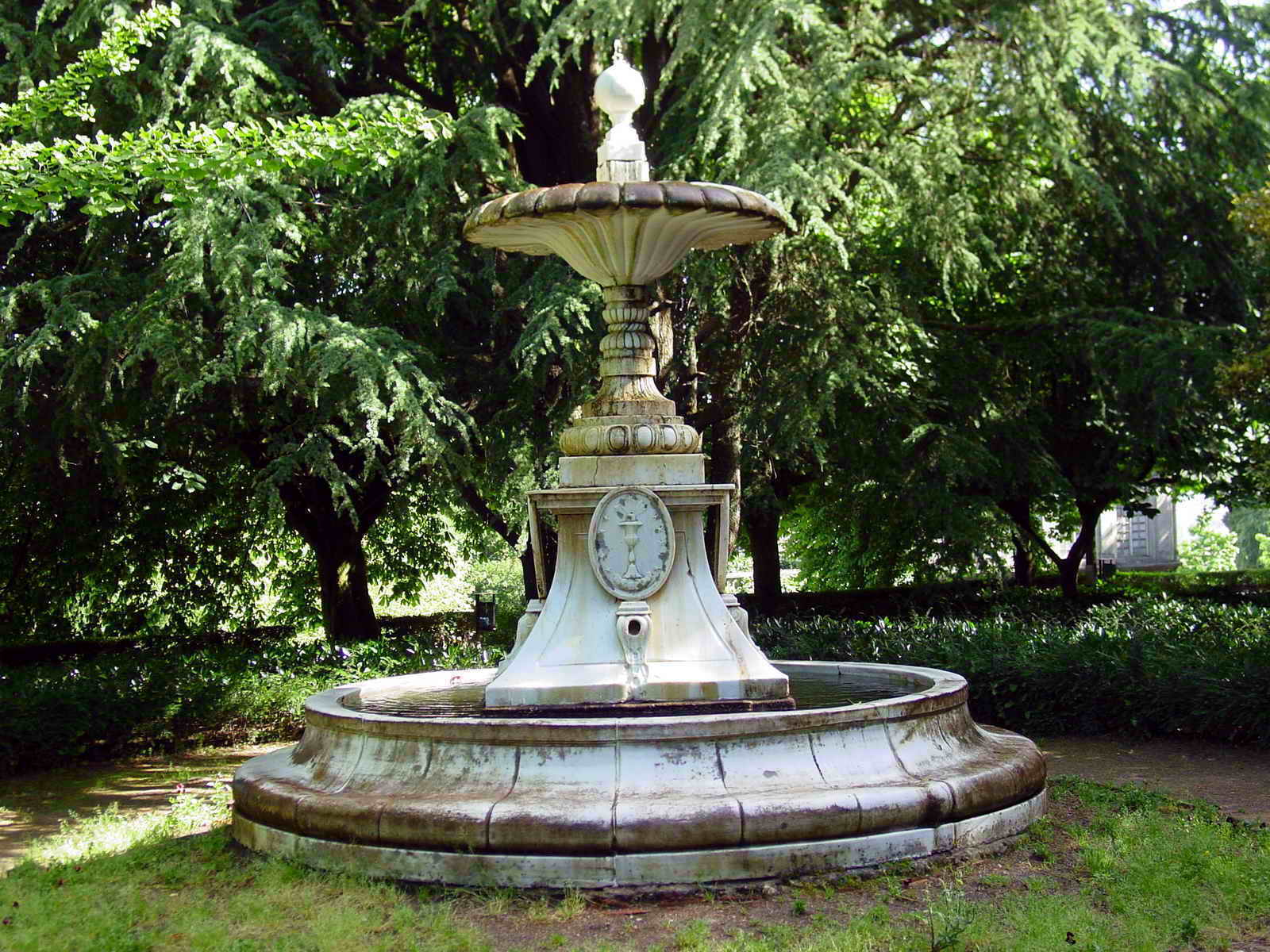
Fuente en el Paseo da Ferradura.
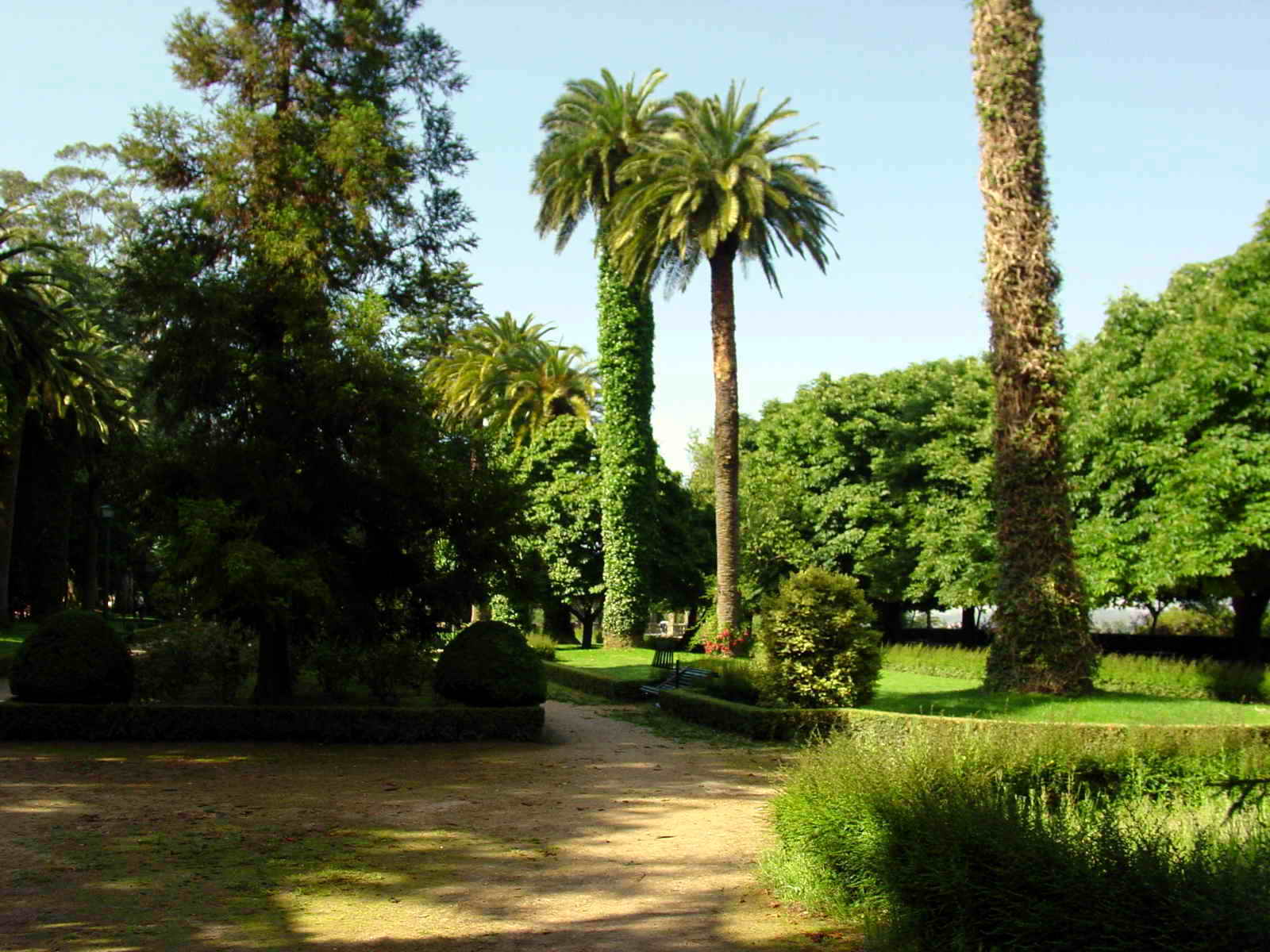
Araucaria (izquierda) y dos palmeras en el Paseo da Ferradura.
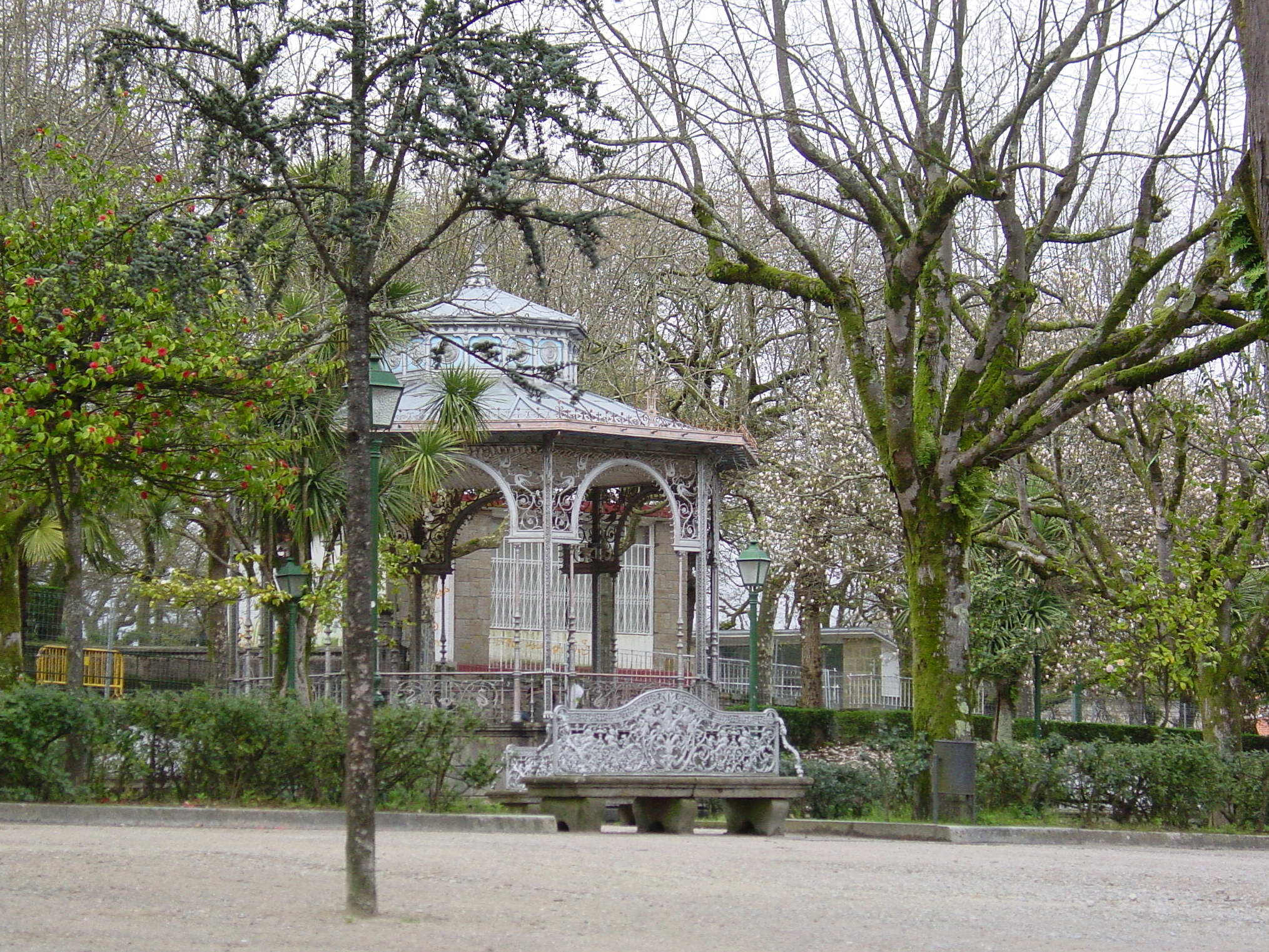
Palco de la Música en el Paseo da Alameda.
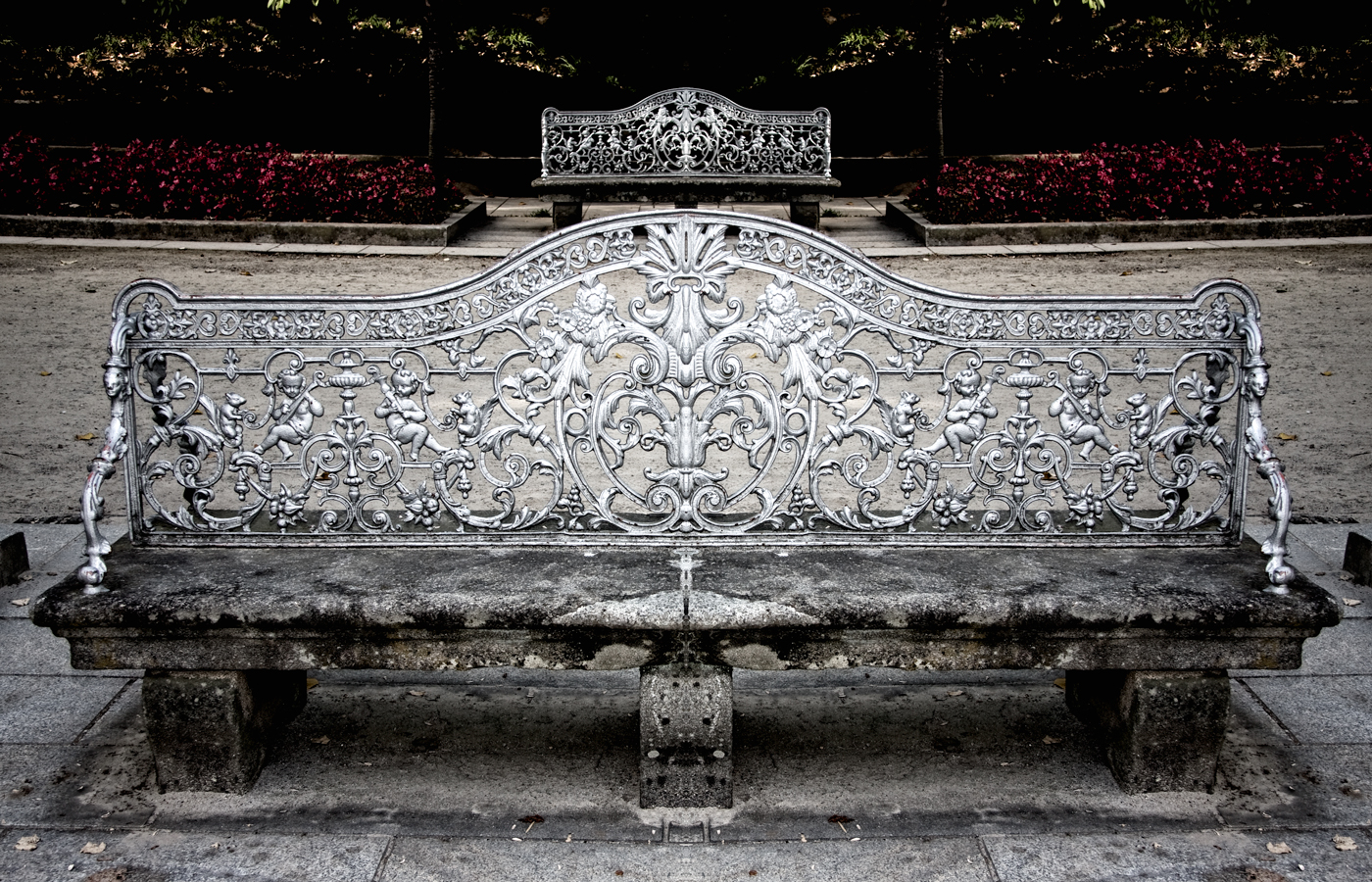
Banco en el Paseo da Alameda.